# Eustadiole
Eustadiole (594-684) était une femme indépendante de Bourges qui a vécu une vie de piété en dehors de toutes les règles formelles et a ensuite été considérée comme une sainte.
Sa vita (hagiographie) a été écrite au début du VIIIe siècle et se trouve intégrée dans la vie de son contemporain et compatriote Sulpice le Pieux. L'ascétisme informel, sans supervision avait été généralement désapprouvé par la hiérarchie ecclésiastique depuis l'époque de Grégoire le Grand, mais il était encore très répandu en Gaule au VIIe siècle.
Elle est la fondatrice du monastère de Moyen-Moutiers à Bourges en Berry, et est fêtée le 8 juin.